# Win (タレント)
Win（中国名：風田、1992年2月12日-）は、日本のタレント・俳優・歌手・モデル。台湾を拠点とする男性アイドルグループ「SpeXial（スペシャル）」のメンバー。青森県階上町出身。

## 経歴
1992年、青森県生まれ。20歳でモデルとしてデビューしたが、22歳の時に活躍の場を求めて台湾に渡った。 
その後、独学で中国語を身に付け、2014年に台湾の人気アイドルグループ「SpeXial」に加入。唯一の日本人メンバーとして活動する中、現地のバラエティ番組出演をきっかけに個人としても人気が高まり、単独でバラエティ番組やドラマ、映画に出演する機会が増えている。 
台湾で活動する日本人タレントの中では、人気・認知度ともに上位にランクされる。
2019年夏には、青森放送（RAB）による青森空港の台湾直行便就航記念キャンペーン「もっと台湾！」でリポーターを務め、同じく青森県出身のお笑いタレント・古坂大魔王とともにWeb番組に出演している。 

## 主な出演作品

### バラエティ
- 娯楽百分百
- 綜藝3國智
- 型男大主厨
- マツコ会議（日本、ゲスト出演）[3]

### ドラマ
- 終極一班5
- 刺客列傳
- 90後的我們
- 暴走外科医がやってきた（2023年） - 方元魁（阿鬼） 役

### 映画
- 我的蛋男情人

### 舞台
- 一夜新娘
- 老大的金蛋

### 司会
- 2023年　「臺北最High新年城2024跨年晚會」[4]